# 凱盧阿 (檀香山縣)
凱盧阿（/kaɪˈluːə/）是美國夏威夷州的一個人口普查指定地區，位於歐胡島東南岸，受的管轄。凱盧阿位於歐胡島柯歐勞普柯（Koʻolaupoko）區的向風海岸，檀香山東北方約12英里（19）。2010年人口為38,635人。
在夏威夷語中，「Kai」意思是「海」或者「海流」，「ʻelua」是「二」的意思；合起來就是「兩個海」或「兩個海流」之意。這個地名源於凱盧阿的兩個淺灣，或者是凱盧阿灣的兩個海流。
該地地標包括：凱盧阿海灘公園（Kailua Beach Park）、拉尼凱海灘（Lanikai Beach）、卡瓦努依濕地（Kawai Nui Marsh）、茂納威利瀑布（Maunawili Falls）、夏威夷海軍部隊基地（Marine Corps Base Hawaii）等等。

## 歷史
有證據指出可能在約公元前500年（即至少1500年前）已有人在凱盧阿居住，不過在1200年左右才有廣泛的耕作活動。凱盧阿也是卡美哈梅哈一世佔領歐胡島的關鍵一戰——1795年在努阿努帕里（Nu'uanu Pali）的努阿努之戰——的所在地。

## 地理
凱盧阿位於21°23′51″N 157°44′22″W / 21.39750°N 157.73944°W（21.397370, −157.739515）。附近城市有卡內奧赫（Kāneʻohe）、茂納威利（Maunawili）和懷馬納洛（Waimānalo）。
根據美國人口普查局的資料，這個人口普查指定地區的面積為10.6平方英里（27.4平方）；其中7.8平方英里（20.1平方）是陸地，2.8平方英里（7.3平方）是水域。夏威夷群島中現存面積最大的濕地——卡瓦努依濕地（Kawai Nui Marsh）佔去了其中大部份的水域面積。

## 人口
根據2010年美國人口普查的資料，凱盧阿的人口有38,635人。人口密度為每平方英里5,495.8人（即每平方公里2,123.2人）。2010年人口的44.0%為白人，0.6%為黑人，0.2%為美洲原住民，20.3%為亞裔，6.7%為太平洋島嶼美國人。2種或2種以上種族混血的人口佔27.3%。此外，西班牙裔和拉丁裔占凱盧阿人口佔6.5%。
凱盧阿共有13,650戶。其中32.1%有18歲以下的兒童，59.2%有同住的已婚人士，12.2%有女性住戶並沒有丈夫同住，23.8%並非家庭。16.6%為獨居人士，6.0%為65歲或以上的獨居長者。每戶平均人數為2.98人，每個家庭平均人數為3.33人。
這個人口普查指定地區的住戶收入中位數為$72,784，家庭收入中位數為$79,118。男性收入中位數為$46,789，女性收入中位數為$35,612。人均收入為$29,299。約3.3%的家庭和5.4%的人口低於貧窮線，其中包括5.3% 18歲以下和1.5% 65歲或以上的人口。

## 海灘

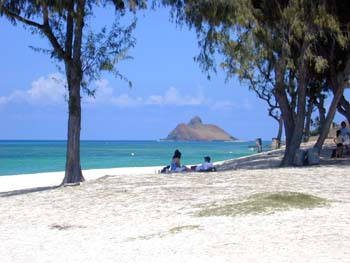
凱盧阿海灘和其對出莫庫魯亞群島之一Moku nui

凱盧阿海灘（Kailua Beach）曾在1998年獲海灘專家史蒂芬·雷德曼博士（Dr. Stephen Leatherman）評為「美國最佳海灘」。《夏威夷神探》、《迷失》、《天堂执法者》等美國電視劇亦曾到此取景。凱盧阿海灘對出有多個小島，包括離岸最近的平島（Flat Island，又稱Popoia Island）和莫庫魯亞群島（Na Mokulua，又稱Moks和Twin Islands）。

## 政府建設
檀香山警察局（Honolulu Police Department）在凱盧阿設下警署。美國郵政署亦在當地營運郵局。

## 冬季白宮
美國總統巴拉克·奧巴馬任內每年都會在冬天到其出生地夏威夷度假過聖誕節，期間都會居住在凱盧阿。2008年至10年住在Plantation Estate；2011年至14年則住在Hale Reena Estate。此外，奧巴馬亦曾在2008年8月，在總統選舉期間到凱盧阿放了一星期的假期，住在Oahu Lani。
|  |  |

## 流行文化
以下電視劇曾以凱盧阿作拍攝場地：
- 檀島警騎（1968年）："King of the Hill"
- 夏威夷神探（1980－88年）
- 迷失（2004－10年）
- 天堂执法者（2010年）

## 名人
- 丹妮絲·米凱萊（Denise Michele），模特兒
- 斯科特·費爾德曼（Scott Feldman），美國職業棒球大聯盟投手[16]
- B.J. 潘尼（B.J. Penn），終極格鬥錦標賽輕中量級及輕量級冠軍、巴西柔術世界冠軍

## 外部連結
- 夏威夷觀光局網頁
- Kailua Chamber of Commerce （页面存档备份，存于）（英文）